# Franciaország alkotmánya
Franciaország alkotmánya 1958. október 4-én elfogadott jogszabály. "Az 
Ötödik Köztársaság Alkotmányaként" emlegetik. "A Negyedik Köztársaság Alkotmányát" váltotta fel, amelyet 1946-ban fogadtak el. Az új alkotmány elfogadásának és az Ötödik Köztársaság megalapításának fő szorgalmazója Charles de Gaulle volt. Az alkotmány szövegét Michel Debré fogalmazta meg. Elfogadása óta az alkotmányt tizennyolcszor módosították, utoljára 2008-ban.

## Összefoglalása
Az alkotmány preambuluma felidézi az 1789-es Emberi és polgári jogok nyilatkozatát, és világi, demokratikus köztársaságként definiálja Franciaországot, amelynek szuverenitása a néptől ered.
Az alkotmány lefekteti az elnök és a parlament megválasztásának és a kormány kiválasztásának szabályait, a hozzájuk rendelt jogokat és a köztük lévő kapcsolatot. Biztosítja az igazságszolgáltatás hatalmát, megteremti a (még soha össze nem hívott) Főbíróságot az elnök feletti döntéshozásra, az Alkotmánybíróságot és a Gazdasági és Társadalmi Tanácsot. A francia alkotmány erős elnöki hatalmat garantál.
Lehetővé teszi a nemzetközi szerződések és az Európai Unióval kötött szerződések ratifikációját. Nem tisztázott, hogy a szöveg (különösen a reciprocitásra vonatkozó részek) összeegyeztethetőek-e az EU szabályozással.
Az alkotmány saját módosítását népszavazás útján teszi lehetővé, vagy a parlament által, elnöki hozzájárulással. A rendes módosítási eljárás a következő: a parlament mindkét házának el kell fogadnia, majd ezután népszavazás hagyhatja jóvá egyszerű többséggel, vagy a parlament két házának együttes ülése (a Francia Kongresszus) 3/5-ös többséggel (89-es cikkely). 1962-ben Charle de Gaulle megkerülte a törvényhozási szakaszt és egyenesen népszavazásra bocsátott egy alkotmánymódosítást, és azt el is fogadták. Ez akkortájt nagy vitákat gerjesztett, az Alkotmánybíróság azonban úgy döntött az ügyben, hogy mivel a népszavazás kifejezte a szuverén nép akaratát, az alkotmánymódosítás elfogadottnak tekintendő.
2008. július 21-én a parlament két szavazatos többséggel fogadta el a Nicolas Sarkozy köztársasági elnök szorgalmazta alkotmányreformokat. Ezek a módosítások, ha véglegessé válnak, kettőben korlátozzák az elnöki ciklusok számát, vétójogot adnak a parlamentnek bizonyos elnöki kinevezésekkel kapcsolatban, véget vetnek a kormány kontrolljának a parlamenti bizottsági rendszer felett, a parlament kezébe adják, hogy dönthessen a napirendjéről, megengedik az elnöknek, hogy felszólaljon a parlamenti ülésszak közben, ugyanakkor elveszik azt a jogát, hogy kollektív kegyelmet gyakoroljon.